# 5789 Селлін
5789 Селлін (5789 Sellin) — астероїд головного поясу, відкритий 24 вересня 1960 року.
Тіссеранів параметр щодо Юпітера — 3,385.